# سنیژنیک (فلات)
سنیژنیک (اسلوونیایی: Snežnik, کرواتی: Snježnik, لاتین: Mons Albus, ایتالیایی: Monte Nevoso, آلمانی: Krainer Schneeberg) یک کارست آهک فلات وسیع با مساحتی حدود ۸۵ کیلومتر مربع (۳۳ مایل مربع) در آلپ‌های دیناری است. همچنین می‌توان آن را به عنوان یک گسترش جنوبی آلپ‌های یولی مشاهده کرد. بخش اصلی این فلات در اسلوونی قرار دارد، در حالی که بخش جنوبی آن به کرواسی امتداد یافته و به منطقه کوهستانی گورسکی کوتر متصل می‌شود.